# Neptis disparalis
Neptis disparalis är en fjärilsart som beskrevs av Siuiti Murayama 1968. Neptis disparalis ingår i släktet Neptis och familjen praktfjärilar. Inga underarter finns listade i Catalogue of Life.